# VV Fortuna in het seizoen 1969/70
Het seizoen 1969/1970 was het e jaar in het bestaan van de Vlaardingense betaaldvoetbalclub Fortuna. De club kwam uit in de Eerste divisie en eindigde daarin op de 18e plaats, hiermee degradeerde club rechtstreeks naar de Tweede divisie. Tevens deed de club mee aan het toernooi om de KNVB beker, hierin werd in de tweede ronde verloren van AZ '67 (1–2).

## Wedstrijdstatistieken

### Eerste divisie
|       | Blauw-Wit | FC Den Bosch '67 | SC Cambuur | D.F.C. | Elinkwijk | Excelsior | Fortuna SC | De Graafschap | Helmond Sport | Heracles | HVC   | RCH   | Veendam | Vitesse | Volendam | De Volewijckers | Willem II |
| ----- | --------- | ---------------- | ---------- | ------ | --------- | --------- | ---------- | ------------- | ------------- | -------- | ----- | ----- | ------- | ------- | -------- | --------------- | --------- |
| Thuis | 1 – 0     | 0 – 0            | 0 – 0      | 1 – 0  | 1 – 2     | 0 – 2     | 1 – 0      | 3 – 0         | 1 – 1         | 1 – 0    | 0 – 1 | 0 – 1 | 4 – 2   | 2 – 3   | 1 – 3    | 1 – 3           | 0 – 0     |
| Uit   | 0 – 0     | 2 – 0            | 3 – 2      | 2 – 1  | 2 – 0     | 3 – 2     | 2 – 1      | 2 – 1         | 1 – 0         | 2 – 1    | 1 – 1 | 3 – 3 | 0 – 0   | 6 – 0   | 3 – 0    | 1 – 3           | 4 – 1     |

### KNVB beker
| 1e ronde                                       | Fortuna                                              | 3 – 1 (1 – 0) | SC Cambuur                            |
| 19 oktober 1969 Plaats: Vlaardingen Floreslaan | Jan Hordijk 12' Koos de Gooijer 46' Piet Teuling 70' |               | 88' Gerrie de Jonge                   |
| 2e ronde                                       | Fortuna                                              | 1 – 2 (1 – 1) | AZ '67                                |
| 1 maart 1970 Plaats: Vlaardingen Floreslaan    | Jan Baksteen 3'                                      |               | 22' Jan Liberda 61' Gerard Vredenburg |

## Statistieken Fortuna 1969/1970

### Eindstand Fortuna in de Nederlandse Eerste divisie 1969 / 1970
| Stand | Gespeeld | Gewonnen | Gelijk | Verloren | Punten | Doelpunten voor | Doelpunten tegen |
| ----- | -------- | -------- | ------ | -------- | ------ | --------------- | ---------------- |
| 18e   | 34       | 7        | 8      | 19       | 22     | 33              | 55               |

### Topscorers
| #      | Naam            | Goal |
| ------ | --------------- | ---- |
| 1.     | Jan Hordijk     | 7    |
| 2.     | Koos de Gooijer | 6    |
| 2.     | Ger Robbemond   | 6    |
| 4.     | Jan Bouman      | 4    |
| 4.     | Piet de Vries   | 4    |
| 6.     | Maup Martens    | 2    |
| 7.     | Jan Baksteen    | 1    |
| 7.     | Piet van Miert  | 1    |
| 7.     | Piet Teuling    | 1    |
| 7.     | Ed Verweel      | 1    |
| Totaal | Totaal          | 33   |

| #      | Naam            | Goal |
| ------ | --------------- | ---- |
| 1.     | Jan Baksteen    | 1    |
| 1.     | Koos de Gooijer | 1    |
| 1.     | Jan Hordijk     | 1    |
| 1.     | Piet Teuling    | 1    |
| Totaal | Totaal          | 4    |

## Voetnoten
Blauw-Wit ·
FC Den Bosch '67 ·
Cambuur ·
D.F.C. ·
Elinkwijk ·
Excelsior ·
Fortuna SC ·
Fortuna ·
De Graafschap ·
Helmond Sport ·
Heracles ·
HVC ·
RCH ·
Veendam ·
Vitesse ·
Volendam ·
De Volewijckers ·
Willem II